# 奇斯泰尔纳堡
奇斯泰尔纳堡（義大利語：Castello di Cisterna）是意大利那不勒斯省的一个市镇。总面积3.97平方公里，人口7177人，人口密度1807.8人/平方公里（2009年）。ISTAT代码为063025。